# 640-talet

## Händelser
- 642 - Den sassanidiska dynastin går under.
- 646 - De så kallade Taikareformerna offentliggörs i Japan.
- 647 - Astronomiska observatorietornet, Cheomseongdae, uppförs i Silla.
- 648 - Historieverket Jinshu sammanställs.

## Födda
- 649 – Konstantin IV, kejsare av Bysantinska riket.

## Avlidna
- 641 – Konstantin III, kejsare av Bysantinska riket.
- 12 oktober 642 – Johannes IV, påve.